# Great White Hype – Eine K.O.Mödie
Great White Hype – Eine K.O.Mödie (Originaltitel: The Great White Hype) ist eine US-amerikanische Sportkomödie aus dem Jahr 1996. Regie führte Reginald Hudlin, das Drehbuch schrieben Tony Hendra und Ron Shelton.

## Handlung
Der Boxchampion James Roper gewinnt einen weiteren Kampf. Danach erfährt er auf einer Party von seinem Promoter Fred Sultan, dass der Kampf ein finanzieller Misserfolg war. Sultan sieht als Grund, dass das Publikum nicht mehr gegeneinander kämpfende Afroamerikaner sehen will. Er sucht einen weißen Gegner für Roper.
Die Suche bleibt zunächst erfolglos. Später stellt Sultan fest, dass Roper noch in der Zeit als Amateursportler gegen den weißen Terry Conklin verloren hat. Er findet in Cleveland den Mann, der als Musiker tätig ist und ein Anhänger des Buddhismus ist. Conklin hat zuerst kein Interesse am Boxkampf. Er ändert die Meinung, als Sultan verspricht, Obdachlosen zu helfen.
Conklin reist nach Las Vegas, wo er trainiert wird. Währenddessen recherchiert der Fernsehreporter Mitchell Kane über die als unethisch angesehenen Geschäftspraktiken Sultans. Er meint, Conklin könne gewinnen, und schlägt ihm einen Vertrag vor. Im Kampf, der über das Kabelfernsehen in Millionen Haushalte übertragen wird, gewinnt Roper. Conklin zieht sich zurück.

## Kritiken
Roger Ebert verglich den Film in der Chicago Sun-Times vom 3. Mai 1996 mit einem Läufer, der zum Anfang des Wettrennens führe und später nachlasse. Er beginne gut als eine „boshafte Satire auf den Profi-Boxsport“, dann verliere er Energie und ende abrupt. Die Prämisse und die Darstellungen würden Besseres verdienen.
Die Zeitschrift Cinema verreißt die Boxkomödie: „Das Niveau sitzt unter der Gürtellinie, die Gags gehen daneben. Da bleibt auch den Champions in der Besetzung kaum eine Chance, aus der klischeebeladenen Profibox-Kritik eine bissige Komödie zu zimmern.“.

## Hintergründe
Der Film startete in den Kinos der USA am 3. Mai 1996 und spielte dort ca. 7,87 Millionen US-Dollar ein. In den deutschen Kinos startete er am 21. August 1996.